# Thamnium pumilum
Thamnium pumilum là một loài Rêu trong họ Neckeraceae. Loài này được (Hook. & Wilson) Kindb. miêu tả khoa học đầu tiên năm 1891.